# ひと夏のラブレター
『ひと夏のラブレター』（ひとなつのラブレター）は、TBSテレビ系「TBS木曜10時枠の連続ドラマ」で1995年7月6日から9月21日に放送された日本のテレビドラマ。放送時間は22時 - 22時54分（JST）。

## キャスト
- 北村亜樹：松下由樹
普通の主婦だったが、黎と出会い不倫関係に。そして娘、理砂をも受け入れるという黎を信じてついてゆこうとする。
- 北村浩一：神田正輝
- 田辺黎：高橋克典
美佳の内縁の夫。彼女の連れ子の歩を可愛がっている。しかし亜樹に心惹かれ、同時に理砂の父になろうと決意。駆け落ちを企てる。その時について来た歩も連れて出る。
- 品川弘：渡辺いっけい
- 野中恵：稲森いずみ
- 池島歩：明石亮太朗
美佳の息子。母の恋人である黎を父と慕い、彼が美佳の元を去ろうとした時もがむしゃらについてゆく。理砂と仲が良い。
- 北村理砂：市川麻里奈
浩一と亜樹の娘。両親の確執と母の不倫に戸惑うが、黎を父と認め、歩とも親しくなってゆく。
- 西原弓絵：横山めぐみ
- 品川富子：野際陽子
- 池島美佳：黒木瞳
母子家庭で暮らしていたが、黎と入籍しないまま同居。のちに裏切られた上、歩が付いて行ってしまう。
- 大河内浩
- 森下哲夫
- 松井紀美江

## 主題歌
- 中山美穂「Hurt to Heart〜痛みの行方〜」
- 中山美穂「I LOVE YOU」（挿入歌、「Hurt to Heart〜痛みの行方〜」のカップリング）

## スタッフ
- 脚本：矢島正雄
- 音楽：溝口肇
- プロデュース：飯島敏宏、森田光則
- 演出：山田高道、根本実樹、鈴木利正、森田光則
- 制作：TBS、ドリマックス・テレビジョン

## サブタイトル
| 第1話                                                      | 1995年7月6日  | 雨のめぐり逢い   | 14.1% |
| 第2話                                                      | 1995年7月13日 | 恋愛初期症状     | 12.6% |
| 第3話                                                      | 1995年7月20日 | 逢わない約束     | 15.0% |
| 第4話                                                      | 1995年7月27日 | 涙のキス         | 14.6% |
| 第5話                                                      | 1995年8月3日  | お願い、忘れて!  | 12.4% |
| 第6話                                                      | 1995年8月10日 | 愛してる…        | 11.5% |
| 第7話                                                      | 1995年8月17日 | 今、恋してるの?  | 15.2% |
| 第8話                                                      | 1995年8月24日 | 雨に抱かれて…    | 15.3% |
| 第9話                                                      | 1995年8月31日 | 愛が壊れるとき   | 15.5% |
| 第10話                                                     | 1995年9月7日  | この世の果てまで | 14.2% |
| 第11話                                                     | 1995年9月14日 | ついに結ばれて…  | 19.3% |
| 最終話                                                     | 1995年9月21日 | 真実の愛         | 15.2% |
| 平均視聴率 14.6%（視聴率は関東地区・ビデオリサーチ社調べ） |               |                  |       |